# Mas Oliveres (Llers)
Mas Oliveres és una masia a ponent del nucli urbà de la població de Llers (Alt Empordà), pel camí del mas Pi, a tocar el rec del Mal Pas. Encara que no es tenen notícies històriques directes, tipològicament aquesta construcció s'ha d'enquadrar cronològicament entre els segles xviii i xix. Edifici, catalogat a l'Inventari del Patrimoni Arquitectònic de Catalunya, aïllat i format per tres grans cossos adossats que li proporcionen una planta rectangular. Aquests volums presenten les cobertes de teula de dues vessants i estan distribuïts en planta baixa i pis. L'habitatge està situat al bell mig del conjunt arquitectònic i presenta un cos adossat a la façana principal, format per una gran volta rebaixada a la planta baixa, i cobert per una terrassa al nivell del pis. La porta d'accés, situada a l'extrem de ponent del parament, és rectangular i amb la llinda de pedra plana. Damunt seu hi ha una obertura d'arc rebaixat, mig tapada per la vegetació que puja pel parament. A l'interior, les estances estan cobertes per voltes rebaixades, de pedra i amb restes dels encanyissats originals o bé bastides amb maó pla. El vestíbul està cobert per un sostre de biguetes i revoltons i hi ha les escales de pedra d'accés als pisos superiors. A l'extrem de llevant de la façana principal hi ha dos portals d'arc rebaixat bastits amb maons, tot i que un d'ells presenta els brancals fets de carreus de pedra. Les dues finestres de damunt seu són rectangulars, i al seu costat, hi ha les restes d'un rellotge de sol. Dels cossos auxiliars situats a llevant i ponent de l'habitatge, destaca el primer, amb un gran portal de mig punt i la resta d'obertures rectangulars, totes bastides en maons. La construcció és bastida en pedra sense treballar de diverses mides i fragments de maons, lligat amb abundant morter de calç.